# Orcd
『orcd』（オーアールシーディー）は、日本のロックバンド、ORANGE RANGEの7枚目のスタジオ・アルバムである。

## 解説
- 前作gr8! records所属最後に発売された6thアルバム『world world world』から1年3ヶ月ぶり、gr8! recordsとの提携を発表してから、レーベル内に新設された自主レーベル「SUPER ECHO LABEL」第一弾のオリジナルアルバムである。
- 配信・レンタル限定シングル「ウトゥルサヌ」「ヤーヤーヤー」、配信限定ミニアルバム『ordl』収録曲を含む、全12曲収録。
- 初回限定盤には、「ウトゥルサヌ」「ヤーヤーヤー」「Insane」のPVを収録した、付属のDVD付き。

## 収録曲

### CD
1. ヤーヤーヤー
  - 配信・レンタル限定の23rdシングルの表題曲。自主レーベル「SUPER ECHO LABEL」第二弾シングル。
2. giga palooza
  - CD発売前に全国ライブハウスツアー「LIVEHOUSE TOUR 009-010 “茂さん結婚29周年記念末永くお幸せに”」にて披露されていた。
3. ウトゥルサヌ
  - 22ndシングルの表題曲。自主レーベル「SUPER ECHO LABEL」第一弾シングル。
  - 覆面バンド「ゾンビまつりSisters」として、2010年7月21日よりiTunes Store、music.jpより先行無料配信がされた[2]。
  - 曲名の「ウトゥルサヌ」とは、「怖い・おそろしい」といった意味を持つ沖縄の方言。
  - 2010年7月30日にテレビ朝日系音楽番組『ミュージックステーション』にて披露された[3]。
4. 月花雷符
5. 今夜はtonight
6. 今すぐMy way
  - TBS系バラエティ番組『キングオブチェアー』エンディングテーマ
  - 2010年10月22日にテレビ朝日系音楽番組『ミュージックステーション』にて披露された[4]。
7. 風灯らす
8. 恋のメリーゴーランド 〜世界滅亡 ver.〜
  - 原曲は23rdシングルのカップリング曲、配信限定ミニアルバム『ordl』に収録。原曲と歌詞は全く異なる。
9. 2ヶ月ぶりのHoliday
  - 22ndシングルのカップリング曲の原曲。
10. さくら
  - ライブツアー「world world world TOUR 009-010」オープニング曲。
11. Insane
  - アルバム曲だがPVが制作され、初回盤の特典DVDに収録。一部YOHもヴォーカルを務めている。
12. Five Mic
  - 22ndシングルのカップリング曲。オリオンビール「スペシャルX」TV-CMソング。

### 初回盤DVD
1. ウトゥルサヌ
  - PVは宇川直宏と長添雅嗣の二人での共同制作。
2. ヤーヤーヤー
  - PVはシャシャミン (ODDJOB) 制作の手描きアニメーションで構成されている。
3. Insane
  - 監督は井上強。全編がメンバーの演奏シーンとなっている。
4. ウトゥルサヌ -SONPUB remix-
  - 原曲のPV制作を担当した宇川直宏と、映像ディレクター集団「HEART BOMB」による共同制作。
  - 隠しトラックとして収録。メニュー画面にて『ALL PLAY』を選択し上記の3つのPVを通して見る、またはメニュー画面にてミラーボールを選択することで閲覧が可能。

## 参加ミュージシャン
- YAMATO：VOX
- HIROKI：VOX
- RYO：VOX
- NAOTO：PROGRAMMING、OTHER INSTRUMENTS、CHO、PERCUSSION、BASS、DRUMS、G
- YOH：BASS

- 桜井正宏：ドラム（M-2,4,7,11,12）
- TETU G：トロンボーン（M-5）
- ENNA、HAMA SHOW：トランペット（M-5）
- TA-SHI：サックス（M-5）